# Абонданс (сир)
Абонданс (фр. Abondance) — напівтвердий сорт сиру, вироблений у французькому департаменті Верхня Савоя.

## Історія
Виробництво сиру Абоданс відоме з 14 століття.

## Виробництво
Під час дозрівання сир загортають в тканину, сліди якої чітко видно на скоринці.

## Характеристики
Сир має рівну скоринку оранжево-коричневого кольору з блакитними казеїновими плямами та малюнком тканини на скоринці. Сирна маса м'яка, еластична, ніжна, злегка вершкового кольору слонової кістки або жовтуватого з дірочками. Жирність 48 %. Смак насичений, тонкий, м'який, з фруктовим відтінком та горіховим присмаком.